# Cabinet Tillich II
Pour les articles homonymes, voir Cabinet Tillich.
État libre de Saxe
Tillich I Tillich III
Le cabinet Tillich II (en allemand : Kabinett Tillich II est le gouvernement du Land allemand de l'État libre de Saxe entre le 30 septembre 2009 et 13 novembre 2014, durant la cinquième législature du Landtag.

## Majorité et historique
Dirigé par le ministre-président chrétien-démocrate sortant Stanislaw Tillich, ce gouvernement est constitué et soutenu par une « coalition noire-jaune » entre l'Union chrétienne-démocrate d'Allemagne (CDU) et le Parti libéral-démocrate (FDP). Ensemble, ils disposent de 72 députés sur 132, soit 54,5 % des sièges du Landtag.
Il est formé à la suite des élections régionales du 30 août 2009 et succède au cabinet Tillich I, constitué et soutenu par une « grande coalition » entre la CDU et le Parti social-démocrate d'Allemagne (SPD). Lors du scrutin, les chrétiens-démocrates confirment leur domination sur la scène politique du Land, avec environ 40 % des voix. Le SPD et le FDP ayant réalisé un score équivalent, aux environs de 10 % des suffrages, Tillich change de partenaire de coalition, permettant aux libéraux-démocrates d'accéder au gouvernement de la Saxe pour la première fois depuis 1990.
Lors des élections régionales du 31 août 2014, le FDP disparaît totalement du Landtag, tandis que la CDU échoue à retrouver une majorité absolue. Elle fait alors le choix de reconstituer une « grande coalition » avec les sociaux-démocrates, donnant ainsi naissance au cabinet Tillich III.

## Composition

### Initiale (30 septembre 2009)
- Les nouveaux ministres sont indiqués en gras, ceux ayant changé d'attributions en italique.

| Poste                                                                        | Titulaire | Titulaire                           | Parti |
| ---------------------------------------------------------------------------- | --------- | ----------------------------------- | ----- |
| Ministre-président                                                           |           | Stanislaw Tillich                   | CDU   |
| Vice-ministre-président Ministre de l'Économie, du Travail et des Transports |           | Sven Morlok                         | FDP   |
| Ministre de l'Intérieur                                                      |           | Markus Ulbig                        | CDU   |
| Ministre des Finances                                                        |           | Georg Unland                        | CDU   |
| Ministre de la Justice et des Affaires européennes                           |           | Jürgen Martens                      | FDP   |
| Ministre des Affaires sociales et de la Protection des consommateurs         |           | Christine Clauß                     | CDU   |
| Ministre de l'Environnement et de l'Agriculture                              |           | Frank Kupfer                        | CDU   |
| Ministre de l'Éducation et des Sports Ministre de l'Éducation (20/03/2012)   |           | Roland Wöller (jusqu'au 20/03/2012) | CDU   |
| Ministre de l'Éducation et des Sports Ministre de l'Éducation (20/03/2012)   |           | Brunhild Kurth                      | CDU   |
| Ministre de la Science et de la Culture                                      |           | Sabine von Schorlemer               | Sans  |
| Ministre sans portefeuille Directeur de la chancellerie régionale            |           | Johannes Beermann                   | CDU   |